# Cardalena
Cardalena là một chi bướm đêm thuộc họ Erebidae.